# Philereme fuscata
Philereme fuscata är en fjärilsart som beskrevs av Adrian Hardy Haworth 1809. Philereme fuscata ingår i släktet Philereme och familjen mätare. Inga underarter finns listade i Catalogue of Life.